# Список населённых пунктов Кстовского района Нижегородской области
| Образование                                                                                          | Населённые пункты в составе образования |
| --- | --- |
| Город Кстово                                                                                         | г. Кстово |
| Афонинский сельсовет                                                                                 | д. Афонино д. Анкудиновка п. ст. Анкудиновка д. Кузьминка д. Никульское д. Утечино |
| Безводнинский сельсовет                                                                              | с. Безводное с. Великий Враг д. Зименки д. Михальчиково д. Муханово д. Подвалиха |
| Ближнеборисовский сельсовет                                                                          | с. Ближнее Борисово с. Вязовка п. Дружный д. Митино д. Румянцево |
| Большеельнинский сельсовет                                                                           | п. Ждановский с. Большая Ельня д. Крутая д. Малая Ельня д. Опалиха д. Ржавка с. Федяково д. Фроловское п. Черемисский д. Черемисское                                                                                 |
| Большемокринский сельсовет                                                                           | с. Большое Мокрое с. Елховка д. Зелецино д. Кривая Шелокша д. Новая Деревня д. Новая Пунерь с. Новые Ключищи с. Семеть д. Чаглава                                                                                    |
| Запрудновский сельсовет (9 августа 2009 года в состав сельсовета вошел Ленинскослободский сельсовет) | с. Запрудное с. Варварское д. Голошубиха д. Горяньково д. Долгая Поляна с. Завражная Слобода с. Кадницы д. Калинино д. Кувардино п. Ленинская Слобода (до 6 октября 2008 года — рабочий посёлок) д. Семенищи с. Шава |
| Новоликеевский сельсовет                                                                             | д. Новоликеево д. Ветчак д. Карабатово д. Караулово д. Починок д. Студенец д. Толстобино |
| Прокошевский сельсовет                                                                               | д. Прокошево д. Волчиха д. Докукино п. Искра д. Козловка д. Конновка д. Красногорка д. Красноселово с. Ляписи д. Попадейка д. Семенцево д. Серково с. Толмачево д. Цедень д. Шерменево                               |
| Работкинский сельсовет                                                                               | с. Работки д. Абатурово с. Ачапное п. Волжский с. Луговой Борок д. Малиновка п. Первое Мая д. Слопинец с. Татинец д. Чеченино                                                                                        |
| Ройкинский сельсовет                                                                                 | д. Ройка п. Селекционной станции д. Козловка п. Культура п. Опытный п. Садовский |
| Слободской сельсовет                                                                                 | с. Слободское д. Подлесово д. Горный Борок д. Спирино д. Шмойлово |
| Чернухинский сельсовет                                                                               | с. Чернуха с. Вередеево д. Вершинино д. Владимировка с. Выездное д. Грязновка д. Каменка д. Келейниково д. Красногорка д. Лапшлей д. Майдан д. Мешиха д. Новониколаевка д. Старые Ключищи с. Шелокша                 |
| Чернышихинский сельсовет                                                                             | с. Чернышиха д. Большое Лебедево д. Высоково д. Игрищи с. Игумново д. Коровино д. Крутец д. Лавровка с. Лопатищи д. Починок д. Прокошевка д. Рамешки д. Соколищи с. Соколово д. Сонино д. Ташлыково                  |

## Источник
Населённые пункты Кстовского района